# Ян ван Амстель
Ян ван Амстель або Ян де Холландер (нід. Jan van Amstel; бл. 1500, Амстердам — бл. 1542) — фламандський художник, представник Північного Відродження .

## Життєпис
Нідерландського походження. У міських книгах записаний як Ян Ван Амстель Артсоне. Імовірно, старший брат Пітера Артсена і зять Пітера Кука ван Альста .
Близько 1528 року переїхав до Антверпена і був прийнятий у гільдію святого Луки цього міста. Одружився з Адріаною ван Доорніке, яка після його смерті знову вийшла заміж і в 1544 році народила майбутнього художника Гілліса ван Конінгсло.
Попередник Пітера Брейгеля . Писав картини на релігійні теми і жанрові полотна, які зображають сцени в тавернах та ін.

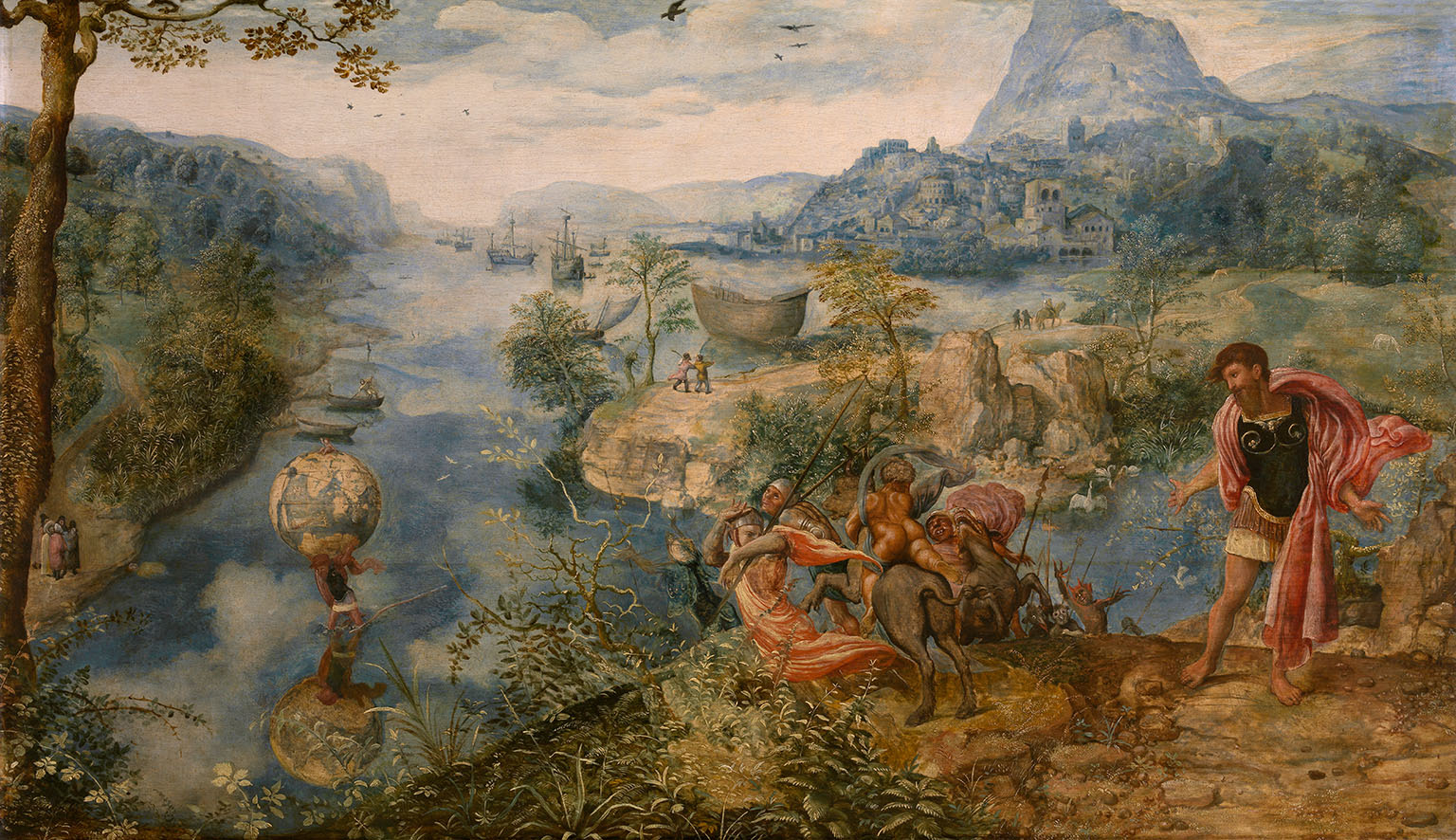
«Легенда святого Крістофера»

Помер в Антверпені.

## Вибрані роботи
- «Христос входить у Єрусалим» (1540, Галерея, Штутгарт),
- «Легенда святого Крістофера»,
- «Годування п'яти тисяч» (Музей замку Целле, Брюнсвік),
- «Це — людина» (Рейксмюсеум, Амстердам),
- «Голгофа» (Лувр і Галерея Доріа-Памфілі, Рим),
- «Жертвопринесення Авраама» (Лувр)